# واتسونفيل (كاليفورنيا)
واتسفيل هي مدينة في مقاطعة سانتا كروز، ويقدر عدد سكانها في عام 2000 ميلادية مايقارب 44,265 نسمة.

## المناخ
يظهر الجدول التالي التغييرات المناخية على مدار السنة لواتسونفيل:
| البيانات المناخية لـواتسونفيل     | البيانات المناخية لـواتسونفيل | البيانات المناخية لـواتسونفيل | البيانات المناخية لـواتسونفيل | البيانات المناخية لـواتسونفيل | البيانات المناخية لـواتسونفيل | البيانات المناخية لـواتسونفيل | البيانات المناخية لـواتسونفيل | البيانات المناخية لـواتسونفيل | البيانات المناخية لـواتسونفيل | البيانات المناخية لـواتسونفيل | البيانات المناخية لـواتسونفيل | البيانات المناخية لـواتسونفيل | البيانات المناخية لـواتسونفيل |
| الشهر                             | يناير                         | فبراير                        | مارس                          | أبريل                         | مايو                          | يونيو                         | يوليو                         | أغسطس                         | سبتمبر                        | أكتوبر                        | نوفمبر                        | ديسمبر                        | المعدل السنوي                 |
| --------------------------------- | ----------------------------- | ----------------------------- | ----------------------------- | ----------------------------- | ----------------------------- | ----------------------------- | ----------------------------- | ----------------------------- | ----------------------------- | ----------------------------- | ----------------------------- | ----------------------------- | ----------------------------- |
| الدرجة القصوى °ف (°م)             | 82.0 (27.8)                   | 84.9 (29.4)                   | 95.0 (35.0)                   | 100.9 (38.3)                  | 99.0 (37.2)                   | 109.9 (43.3)                  | 105.1 (40.6)                  | 105.1 (40.6)                  | 105.1 (40.6)                  | 106.0 (41.1)                  | 93.0 (33.9)                   | 84.0 (28.9)                   | 109.9 (43.3)                  |
| متوسط درجة الحرارة الكبرى °ف (°م) | 60.3 (15.7)                   | 62.6 (17.0)                   | 64.4 (18.0)                   | 66.7 (19.3)                   | 68.5 (20.3)                   | 71.2 (21.8)                   | 71.2 (21.8)                   | 71.6 (22.0)                   | 73.2 (22.9)                   | 72.0 (22.2)                   | 67.1 (19.5)                   | 61.2 (16.2)                   | 67.5 (19.7)                   |
| المتوسط اليومي °ف (°م)            | 49.3 (9.6)                    | 51.6 (10.9)                   | 53.2 (11.8)                   | 55.4 (13.0)                   | 57.7 (14.3)                   | 60.4 (15.8)                   | 61.3 (16.3)                   | 61.9 (16.6)                   | 61.9 (16.6)                   | 59.2 (15.1)                   | 54.3 (12.4)                   | 49.6 (9.8)                    | 56.3 (13.5)                   |
| متوسط درجة الحرارة الصغرى °ف (°م) | 38.1 (3.4)                    | 40.6 (4.8)                    | 42.1 (5.6)                    | 44.1 (6.7)                    | 46.9 (8.3)                    | 49.6 (9.8)                    | 51.4 (10.8)                   | 52.0 (11.1)                   | 50.5 (10.3)                   | 46.6 (8.1)                    | 41.4 (5.2)                    | 38.1 (3.4)                    | 45.1 (7.3)                    |
| أدنى درجة حرارة °ف (°م)           | 1.9 (−16.7)                   | 23.0 (−5.0)                   | 24.1 (−4.4)                   | 21.9 (−5.6)                   | 26.1 (−3.3)                   | 30.9 (−0.6)                   | 32.0 (0.0)                    | 30.0 (−1.1)                   | 32.0 (0.0)                    | 21.9 (−5.6)                   | 21.9 (−5.6)                   | 12.0 (−11.1)                  | 1.9 (−16.7)                   |
| الهطول إنش (مم)                   | 4.5 (115)                     | 3.9 (100)                     | 3.0 (77)                      | 1.5 (38)                      | 0.5 (12)                      | 0.2 (4)                       | 0.0 (1)                       | 0.0 (1)                       | 0.3 (8)                       | 1.0 (25)                      | 2.4 (61)                      | 4.2 (107)                     | 21.6 (548)                    |
| متوسط أيام هطول الأمطار           | 10                            | 9                             | 9                             | 5                             | 3                             | 1                             | 0                             | 1                             | 1                             | 4                             | 6                             | 9                             | 58                            |
| المصدر:                           |                               |                               |                               |                               |                               |                               |                               |                               |                               |                               |                               |                               |                               |

## أعلام
- لوري ماكدونالد
- توني إليوت
- كين سيرز
- تيم هوفي
- توني كاري
- أل غارتن
- جيري نورمان
- إيريك تومبل بيل
- ارين ر. بورتر